# Чикылдэу, Александру
Алекса́ндру Чикылдэ́у (рум. Alexandru Cicâldău; 8 ноября 1997, Меджидия) — румынский футболист, полузащитник клуба «Галатасарай» и сборной Румынии. Выступает на правах аренды за клуб «Коньяспор». Участник чемпионата Европы 2024.

## Клубная карьера
Родился 8 июля 1997 года в городе Меджидия. Воспитанник Академии Георге Хаджи, после которой попал в клуб «Вииторул». 31 марта 2016 года восемнадцатилетний Александру дебютировал за клуб в матче румынской Лиги 1 против «Тыргу-Муреша». С сезона 2017/18 стал основным игроком клуба.
6 июля 2018 года подписал четырехлетний контракт с клубом «Университатя (Крайова)».

## Карьера в сборной
В 2015 году дебютировал в составе юношеской сборной Румынии, принял участие в 9 играх на юношеском уровне.
С 2017 года привлекался в состав молодежной сборной Румынии. На молодежном уровне сыграл в 15 официальных матчах, забил 2 гола.
В марте 2018 года получил свой первый вызов в национальную сборную Румынии и 24 марта дебютировал, выйдя на замену на 83-й минуте в товарищеском матче против сборной Израиля.